# 剛果民主共和國足球協會
剛果民主共和國足球協會是專門管轄剛果民主共和國足球事務的組織。剛果民主共和國足球協會成立於1919年，並在1964年加入國際足協。此外，它還是非洲足協和中非洲足球總會聯會的成員之一。 2021 年 9 月，金融監察總局聲稱挫敗了貪污公款的企圖。 剛果足協Fécofa被迫返還以欺詐手段獲得的近100萬美元。 這筆款項最初用於組織體育賽事。

## 外部連結
- 國際足協網頁 （页面存档备份，存于）
- 非洲足協網頁 （页面存档备份，存于）